# Флаг Бонайре
Флаг Бонайре — флаг специального муниципалитета Королевства Нидерландов Бонайре. Флаг создан на конкурсной основе и был учреждён 15 декабря 1981 года как флаг островной территории Нидерландских Антильских островов острова Бонайре.

## Символика
Синяя часть полотнища означает Карибское море, жёлтый треугольник — солнце, жизненную силу, развитие и процветание острова, белая полоса — свободу и мир.
Роза ветров, напоминающая компас, указывает, что его жители издавна имеют репутацию самых искусных мореплавателей южной части Карибского моря и прекрасно ориентируются в морском пространстве. Она также символизирует единство целей островитян.